# Geissoschizina deidrogenasi
La geissoschizina deidrogenasi è un enzima appartenente alla classe delle ossidoreduttasi, che catalizza la seguente reazione:
geissoschizina + NADP+ ⇄ 4,21-dideidrogeissoschizina + NADPH
L'enzima è coinvolto nell'interconversione degli alcaloidi di eteroioimbina in Catharanthus roseus.